# Komar
 Ovo je glavno značenje pojma Komar. Za druga značenja pogledajte Komar (razdvojba).
Komar je planina u središnjoj Bosni.

## Zemljopisni položaj
Planina se nalazi na području općina Donji Vakuf, Travnik i Bugojno, a istočno od ceste koja spaja te dvije općine. Najviši vrh Komara nalazi se na 1510 metara nadmorske visine.
Komar-planina je povezana s masivom Vlašića preko Karaule gore. Na Komar se na istoku nastavlja Mravinjac i dalje Vilenica.

## Geologija
Oblikom i sastavom razlikuje se od Vlašića. Spada u srednjebosansko škriljevačko gorje, kao i susjedi Mravinjac i Vilenica. Građen je od permskog škriljevca. Škriljevac je zaokružen i blago sveden, gotovo čunjasta vrha. Kod Lašve prestaje vapnenačko gorje iz tercijara i preko Lašve počinju paleozoičko staro škriljevačko gorje.